# Vid
Vid ist die slowenische und kroatische Variante des männlichen Vornamens Veit, der vom Nothelfer Vitus abgeleitet ist. Es wird dabei eine Interpretatio Christiana des slawischen Gottes Perun angenommen. Der Name findet sich in Kirchen- und Ortsnamen wie Šent Vid, Šentvid oder Sveti Vid wieder (vgl. Veitskirche), sowie in der Vidova gora, einem Berg auf Brač.

## Verbreitung
Der Name wird in Deutschland mindestens seit 2010 bei der Namenswahl berücksichtigt, er gilt aber als nur mäßig beliebt und wurde insgesamt rund 60 Mal vergeben. In der Schweiz tragen 38 Personen diesen Namen (Stand 2023). Der Name wird in Österreich seit 2012 vergeben und kommt seitdem fast jedes Jahr in der Namensgebung vor.
In Kroatien war der Name im Jahr 2021 und 2022 in den Top-50. In Slowenien befindet sich Vid seit der Jahrtausendwende konstant in den Top-50 der Hitlisten und seit 2004 sogar in den Top-20. Die beste Platzierung erzielte er im Jahr 2016 mit Rang 9. Von 1992 bis 2023 wurden etwa 3.600 Jungen so genannt.

## Träger
- Vid Belec (* 6. Juni 1990 in Maribor), slowenischer Fußball-Torwart
- Petar Vid barun Gvozdanović, (* 12. Juni 1738 in Pavlanci; † 13. August 1802 in Wien), kroatischer General in Habsburger Diensten
- Vid Kavtičnik (* 24. Mai 1984 in Slovenj Gradec), slowenischer Handballspieler
- Vid Vončina (* 16. August 1985), slowenischer Biathlet
- Vid Vrhovnik (* 12. Juli 1999), slowenischer Nordischer Kombinierer

## Belege
1. 1 2 3  Die Vidova gora auf Brač und Sankt-Veit. In: sms.zrc-sazu.si. S. 32, abgerufen am 1. September 2018.
2. ↑  Maleno mjesto srca moga - V i d - Sveti Vid. In: vid.hr. Abgerufen am 1. September 2018.
3. ↑  eingeschränkte Vorschau in der Google-Buchsuche
4. 1 2  Vid. In: Baby-Vornamen. Baby Vornamen, abgerufen am 24. Januar 2025 (deutsch).
5. ↑  Vornamen der Geborenen. In: STATISTIK AUSTRIA. Bundesanstalt Statistik Österreich, abgerufen am 24. Januar 2025 (deutsch).
6. ↑  Popularity in Croatia. In: Behind the Name. Mike Campbell, abgerufen am 24. Januar 2025 (englisch).
7. ↑  Popularity in Slovenia. In: Behind the Name. Mike Campbell, abgerufen am 24. Januar 2025 (englisch).